# NGC 7188
NGC 7188 је спирална галаксија у сазвежђу Водолија која се налази на NGC листи објеката дубоког неба.
Деклинација објекта је - 20° 19' 3" а ректасцензија 22h 3m 29,0s. Привидна величина (магнитуда) објекта NGC 7188 износи 13,2 а фотографска магнитуда 14,0. NGC 7188 је још познат и под ознакама ESO 601-11, MCG -4-52-12, PGC 67943.